# Daydream
Daydream (deutsch: „Tagtraum“) ist das fünfte Studioalbum der US-amerikanischen Sängerin Mariah Carey. Es wurde am 28. September 1995 bei Columbia Records veröffentlicht. Wie schon bei den Vorgängeralben arbeitete Carey hauptsächlich mit Walter Afanasieff, übernahm aber auch mehr und mehr die Kontrolle über das Songwriting. Daydream ist Careys bislang am zweitbesten verkauftes Album, nach Music Box. Beide Alben gehören zu den weltweit meistverkauften Musikalben.

## Entstehung
Das Album ist sehr von Carey persönlich mitgestaltet worden, es enthält verstärkt Einflüsse von Contemporary R&B und Hip-Hop. Das Plattenlabel gab ihr verstärkte Freiheiten, kam aber ins Zweifeln, als Carey bei einem Remix von Fantasy mit dem Rapper Ol’ Dirty Bastard zusammenarbeitete. In einem Interview sagte Carey: “Everybody was like ‘What, are you crazy?’ They're nervous about breaking the formula. It works to have me sing a ballad on stage in a long dress with my hair up.” („Jeder sagte: ‘Was, bist Du verrückt?’ Sie waren nervös, die Erfolgsformel zu durchbrechen. Es funktionierte, mich eine Ballade in einem langen Kleid mit hochgestecktem Haar auf einer Bühne singen zu lassen.“) Zugleich führte der neue musikalische Kurs zu Spannungen mit Careys damaligen Ehemann Tommy Mottola, der zugleich Label-Boss der Columbia-Mutterfirma Sony Music war und der bislang Careys Karriere detailliert mitgeplant hatte. Je mehr Carey die Musik in die eigene Hand nahm, desto mehr wurde ihre Beziehung zu ihrem Ehemann belastet. Carey nahm für das Album auch das Journey-Lied Open Arms von 1982 in einer Coverversion auf. Es wurde als dritte Single veröffentlicht.

## Titelliste
1. Fantasy – 4:04
2. Underneath the Stars – 3:33
3. One Sweet Day – 4:42
4. Open Arms – 3:30
5. Always Be My Baby – 4:20
6. I Am Free – 3:09
7. When I Saw You – 4:24
8. Long Ago – 4:33
9. Melt Away – 3:42
10. Forever – 4:00
11. Daydream Interlude – 3:04
12. Looking In – 3:35

## Rezeption

### Kritiken
Das Album bekam positive Kritiken. Auf About.com erhielt es 4 von 5 Sternen. Stephen Thomas Erlewine von AllMusic gab ihm 4,5 von 5 Sternen. Bei Entertainment Weekly bekam es die Note B, was einer Schulnote 2 entspricht.

### Musikpreise
Mit Daydream konnte Carey zwei American Music Awards gewinnen, “Favorite Pop/Rock Female Artist” und “Favorite Soul / R&B Female Artist”. Bei den World Music Awards bekam sie vier Auszeichnungen, “World’s Best Selling Female R&B Artist”, “World’s Best Selling Overall Female Recording Artist”, “World’s Best Selling Pop Artist” und “World’s Best Selling Overall Recording Artist”. Fantasy wurde “Song of the Year” bei den BMI Awards und “Favorite Song” bei den Blockbuster Entertainment Awards. Bei letzteren gewann Carey auch den Preis “Top Pop Female”. Dazu kamen bei den Billboard Music Awards Preise für die “Hot 100 Singles Artist of the Year”, “Hot 100 Airplay (Always Be My Baby)”, “Hot Adult Contemporary Artist of the Year” und “Special Award for 16 weeks at #1 for One Sweet Day”, letzteres der Preis für One Sweet Day, das am längsten in den Billboard Hot 100 auf Platz eins stand. Bei den Grammy Awards 1996 erlebte Carey jedoch eine Enttäuschung. Obwohl das Album für sechs Preise nominiert war und sie One Sweet Day mit Boyz II Men live aufführte, gewann sie nicht eine der Trophäen. Die Kameras zeigten ihr Gesicht in Großaufnahme, dem die Enttäuschung anzumerken war. Bis zum Album The Emancipation of Mimi, für das sie drei Grammys gewann, trat sie dort nicht mehr auf.

## Kommerzieller Erfolg

### Chartplatzierungen

#### Album
Das Album stieg auf Platz eins in die Billboard 200 ein. Auch in Deutschland war Carey weiter erfolgreich, das Album erlangte auch dort die Spitzenposition der Charts, konnte aber mit 43 Chartwochen nicht ganz den außergewöhnlichen Erfolg von Music Box (80 Chartwochen) wiederholen.
| ChartsChartplatzierungen       | Höchstplatzierung | Wochen |
| ------------------------------ | ----------------- | ------ |
| Deutschland (GfK)              | 1 (43 Wo.)        | 43     |
| Österreich (Ö3)                | 5 (21 Wo.)        | 21     |
| Schweiz (IFPI)                 | 1 (27 Wo.)        | 27     |
| Vereinigte Staaten (Billboard) | 1 (81 Wo.)        | 81     |
| Vereinigtes Königreich (OCC)   | 1 (49 Wo.)        | 49     |

| ChartsJahrescharts (1995)    | Platzierung |
| ---------------------------- | ----------- |
| Deutschland (GfK)            | 48          |
| Schweiz (IFPI)               | 34          |
| Vereinigtes Königreich (OCC) | 13          |

| ChartsJahrescharts (1996) | Platzierung |
| ------------------------- | ----------- |
| Deutschland (GfK)         | 38          |
| Schweiz (IFPI)            | 38          |

#### Singles
| Jahr | Titel             | Höchstplatzierung, Gesamtwochen, AuszeichnungChartplatzierungen (Jahr, Titel, , Platzierungen, Wochen, Auszeichnungen, Anmerkungen) | Höchstplatzierung, Gesamtwochen, AuszeichnungChartplatzierungen (Jahr, Titel, , Platzierungen, Wochen, Auszeichnungen, Anmerkungen) | Höchstplatzierung, Gesamtwochen, AuszeichnungChartplatzierungen (Jahr, Titel, , Platzierungen, Wochen, Auszeichnungen, Anmerkungen) | Höchstplatzierung, Gesamtwochen, AuszeichnungChartplatzierungen (Jahr, Titel, , Platzierungen, Wochen, Auszeichnungen, Anmerkungen) | Höchstplatzierung, Gesamtwochen, AuszeichnungChartplatzierungen (Jahr, Titel, , Platzierungen, Wochen, Auszeichnungen, Anmerkungen) | Höchstplatzierung, Gesamtwochen, AuszeichnungChartplatzierungen (Jahr, Titel, , Platzierungen, Wochen, Auszeichnungen, Anmerkungen) | Anmerkungen                                             |
| Jahr | Titel             | DE | AT | CH | UK | US | R&B | Anmerkungen                                             |
| ---- | ----------------- | --- | --- | --- | --- | --- | --- | ------------------------------------------------------- |
| 1995 | Fantasy           | DE17 (20 Wo.)DE | AT13 (12 Wo.)AT | CH10 (18 Wo.)CH | UK4 (13 Wo.)UK | US1 (25 Wo.)US | R&B1 (25 Wo.)R&B | Erstveröffentlichung: 12. September 1995                |
| 1995 | One Sweet Day     | DE25 (17 Wo.)DE | AT25 (9 Wo.)AT | CH12 (15 Wo.)CH | UK6 (12 Wo.)UK | US1 (27 Wo.)US | R&B2 (23 Wo.)R&B | Erstveröffentlichung: 14. November 1995 mit Boyz II Men |
| 1995 | Open Arms         | DE65 (8 Wo.)DE | — | CH30 (5 Wo.)CH | UK4 (11 Wo.)UK | — | — | Erstveröffentlichung: 5. Dezember 1995                  |
| 1996 | Always Be My Baby | DE76 (9 Wo.)DE | — | — | UK3 (15 Wo.)UK | US1 (32 Wo.)US | R&B1 (22 Wo.)R&B | Erstveröffentlichung: 9. März 1996                      |

### Auszeichnungen für Musikverkäufe
Daydream verkaufte sich laut Quellen weltweit mehr als 25 Millionen Mal. Davon sind 16,3 Millionen durch Schallplattenauszeichnungen belegt.
| Land/Region                  | Auszeichnungen für Musikverkäufe (Land/Region, Auszeichnung, Verkäufe) | Verkäufe   |
| ---------------------------- | ---------------------------------------------------------------------- | ---------- |
| Australien (ARIA)            | 5× Platin                                                              | 350.000    |
| Belgien (BRMA)               | Platin                                                                 | (50.000)   |
| Brasilien (PMB)              | Gold                                                                   | 100.000    |
| Deutschland (BVMI)           | Platin                                                                 | (500.000)  |
| Europa (IFPI)                | 3× Platin                                                              | 3.000.000  |
| Frankreich (SNEP)            | 2× Platin                                                              | (600.000)  |
| Japan (RIAJ)                 | Diamant                                                                | 1.000.000  |
| Kanada (MC)                  | 7× Platin                                                              | 700.000    |
| Mexiko (AMPROFON)            | Gold                                                                   | 100.000    |
| Neuseeland (RMNZ)            | 5× Platin                                                              | 75.000     |
| Niederlande (NVPI)           | Platin                                                                 | (100.000)  |
| Norwegen (IFPI)              | Platin                                                                 | (50.000)   |
| Österreich (IFPI)            | Gold                                                                   | (25.000)   |
| Polen (ZPAV)                 | Gold                                                                   | (50.000)   |
| Schweiz (IFPI)               | Gold                                                                   | (25.000)   |
| Spanien (Promusicae)         | 2× Platin                                                              | (200.000)  |
| Vereinigte Staaten (RIAA)    | 11× Platin                                                             | 11.000.000 |
| Vereinigtes Königreich (BPI) | 2× Platin                                                              | (600.000)  |
| Insgesamt                    | 5× Gold · 31× Platin · 2× Diamant ·                                    | 16.325.000 |

Hauptartikel: Mariah Carey/Auszeichnungen für Musikverkäufe